# Magnor skans
Magnor skans i Eidskogs kommun i Norge, nära värmländska gränsen, byggdes av norrmännen våren 1644, och i juli samma år uppkastade de ytterligare en liten skans vid den över Vrangsälven ledande Magnor bro, där Eda glasbruk sedermera lades; gränsen ansågs nämligen då gå häröver. Sistnämnda skans intogs i september av svenskarna under Gustaf Stake och raserades, men iståndsattes sedan åter av norrmännen. I slutet av maj 1645 ryckte Gustaf Otto Stenbock efter norrmännens utdrivande ur Värmland mot broskansen, vars besättning då förstörde denna och drog sig till Magnor skans, men då Stenbock genast följde efter, utrymde och raserade de även denna skans, som emellertid återställdes och för en tid besattes av svenskarna. 1808 anlade svenskarna befästningar vid bron och bestyckade dem med sex stycken sexpundiga kanoner; i juli samma år, överrumplade överstelöjtnant Georg Adlersparre mitt på dagen en norsk postering vid Magnor by.